# Palude del Busatello
Palude del Busatello este o arie protejată (arie specială de conservare — SAC, sit de importanță comunitară — SCI, arie de protecție specială avifaunistică — SPA) din Italia întinsă pe o suprafață de 443 ha, integral pe uscat.

## Localizare
Centrul sitului Palude del Busatello este situat la coordonatele 45°06′40″N 11°05′19″E / 45.111111°N 11.088611°E.

## Înființare
Situl Palude del Busatello a fost declarat sit de importanță comunitară în septembrie 1995 pentru a proteja 37 de specii de animale. Alte tipuri de protecție:
- arie de protecție specială avifaunistică (în august 1999)
- arie specială de conservare (în iulie 2018)[1][2][3]

## Biodiversitate
Situată în ecoregiunea continentală, aria protejată conține 1 habitat natural: Lacuri eutrofice naturale cu vegetație de tip Magnopotamion sau Hydrocharition.
La baza desemnării sitului se află mai multe specii protejate:
- păsări (35): lăcar mare (Acrocephalus arundinaceus), lăcar-de-rogoz (Acrocephalus schoenobaenus), lăcar-de-lac (Acrocephalus scirpaceus), rață sulițar (Anas acuta), rață pitică (Anas crecca), stârc cenușiu (Ardea cinerea), stârc roșu (Ardea purpurea), rață-cu-cap-castaniu (Aythya ferina), rața moțată (Aythya fuligula), buhai de baltă (Botaurus stellaris), șorecarul comun (Buteo buteo), barză albă (Ciconia ciconia), erete de stuf (Circus aeruginosus), erete cenușiu (Circus pygargus), presură sură (Emberiza calandra), presură de stuf (Emberiza schoeniclus), vânturel de seară (Falco vespertinus), becațină comună (Gallinago gallinago), piciorong (Himantopus himantopus), stârc pitic (Ixobrychus minutus), sfrâncioc roșiatic (Lanius collurio), sfrâncioc mare (Lanius excubitor), sfrânciocul cu frunte neagră (Lanius minor), grelușel-de-zăvoi (Locustella luscinioides), rață pestriță (Mareca strepera), gaia roșie (Milvus milvus), vultur pescar (Pandion haliaetus), pițigoi de stuf (Panurus biarmicus), cresteț pestriț (Porzana porzana), cristei de baltă (Rallus aquaticus), mărăcinar negru (Saxicola torquatus), Spatula clypeata, rață cârâitoare (Spatula querquedula), nagâț (Vanellus vanellus), Zapornia parva
- amfibieni (1): Rana latastei
- reptile (1): țestoasa de baltă (Emys orbicularis)

Pe lângă speciile protejate, pe teritoriul sitului au mai fost identificate 8 specii de plante, 2 specii de mamifere, 1 specie de pești.